# Trophon
Genre
Synonymes
- Muricidea Swainson, 1840.
- Polyplex Perry, 1810.
- Stramonitrophon Powell, 1951.

Trophon est un genre de mollusques gastéropodes prédateurs, de la famille des Muricidae, sous-famille des Trophoninae.

## Systématique
Le genre Trophon a été créé en 1810 par le zoologiste français Pierre Dénys de Montfort (1766-1820).

## Liste des espèces
Selon World Register of Marine Species (16 décembre 2021) :
- Trophon albolabratus E. A. Smith, 1875
- Trophon bahamondei J. H. McLean & Andrade, 1982
- Trophon barnardi Houart, 1987
- Trophon beatum Barnard, 1969
- Trophon brevispira E. von Martens, 1885
- Trophon celebensis Schepman, 1913
- Trophon clenchi (Carcelles, 1953)
- Trophon coulmanensis E. A. Smith, 1907
- Trophon distantelamellatus Strebel, 1908
- Trophon drygalskii Thiele, 1912
- Trophon geversianus (Pallas, 1774)
- Trophon iarae Houart, 1998
- Trophon leptocharteres P. G. Oliver & Picken, 1984
- Trophon mawsoni Powell, 1957
- Trophon melvillsmithi Houart, 1989
- Trophon minutus Melvill & Standen, 1907
- † Trophon munitus (Marwick, 1934)
- Trophon nucelliformis P. G. Oliver & Picken, 1984
- Trophon ohlini Strebel, 1904
- Trophon parodizi Pastorino, 2005
- Trophon patagonicus (d'Orbigny, 1839)
- Trophon paucilamellatus Powell, 1951
- Trophon pelecetus Dall, 1902
- Trophon pelseneeri E. A. Smith, 1915
- Trophon plicatus (Lightfoot, 1786)
- Trophon purdyae Houart, 1983
- † Trophon sowerbyi Griffin & Pastorino, 2005
- Trophon triacanthus Castellanos, Rolán & Bartolotta, 1987